# ادواردز لایف‌ساینس
ادواردز لایف‌ساینس (انگلیسی: Edwards Lifesciences) شرکت تجهیزات پزشکی آمریکایی است، که در سال ۱۹۵۸ تأسیس شد.